# Coup d'État de 1999 au Niger

Niger

Le coup d’État de 1999 au Niger est survenu le 9 avril 1999. Il a abouti à la mort du général Ibrahim Baré Maïnassara, lui-même parvenu au pouvoir par un coup d'État et à l'instauration d'un autre militaire, Daouda Malam Wanké, comme nouveau président le 11 avril.

## Contexte
Ibrahim Baré Maïnassara, officier parachutiste, s'était emparé du pouvoir par un coup d'État de janvier 1996. Il a, à l'époque, renversé le premier président élu démocratiquement au Niger, Mahamane Ousmane, et annoncé son intention de rendre rapidement le pouvoir aux civils. Dans les faits, il a organisé des élections présidentielles. Il s'est porté candidat à ces élections, marquées par des fraudes, et qu'il a remportées. Des élections législatives ont suivi quatre mois plus tard, mais elles ont été boycottées par les différents partis de l'opposition pour protester contre les fraudes électorales. Les candidats favorables à Ibrahim Baré  Maïnassara ont donc obtenu tous les sièges de l'assemblée. Désormais bien installé à la tête du pays, Ibrahim Baré Maïnassara a associé au pouvoir son propre frère, qui s'est trouvé impliqué dans des opérations douteuses, et n'a pas voulu ou su instaurer un dialogue avec l'opposition,.
Des élections de conseils locaux ont eu lieu en février 1999. Elles constituaient une étape de la décentralisation souhaitée, mais aussi une tentative de remise en place d'un processus démocratique après le mauvais souvenir des élections présidentielles et législatives qui ont suivi le coup d’État de 1996. Mais des violences et des irrégularités, perpétrées par des forces de sécurité et les membres du RDP-Jama’a, le parti créé par le général Baré Maïnassara, ont caractérisé à nouveau ces élections. La tension est restée vive entre le pouvoir et les partis d'opposition, s'ajoutant à des contestations de Baré Maïnassara au sein même de cette armée nigérienne dont il est issu et qui l'a porté au pouvoir.

## Les événements
Le 7 avril 1999, la Cour suprême du Niger proclame les résultats des élections locales organisées le 7 février 1999 ; l’arrêt de la Chambre constitutionnelle  : ces résultats donnent une avance à la coalition des partis de l’opposition, mais stipulent néanmoins qu’environ 80 % des électeurs doivent retourner aux urnes, du fait des irrégularités.
Le 9 avril 1999, le général Baré Maïnassara est assassiné sur le tarmac de l’aéroport militaire de Niamey par des membres de sa propre garde présidentielle, un « accident malheureux ». Certains témoignages accusent directement le commandant Daouda Malam Wanké d'avoir dirigé cet assassinat,.
Le calme prévaut après ce nouveau coup d’État militaire, une union se faisant entre les ex-compagnons de Baré Maïnassara, déçus par celui-ci, quelques personnalités civiles et les partis d'opposition.

## Suites du coup d'État
Daouda Malam Wanké fait élaborer une nouvelle Constitution, adoptée par référendum en juillet 1999. Cette constitution inclut, dans son article 141, l'amnistie des auteurs des deux coups d’État de 1996 et de 1999.
Ce nouveau militaire aux commandes du pays, Wanké, dirige un gouvernement de transition, le Conseil de réconciliation nationale, vers une élection présidentielle démocratique, qui ont lieu en octobre et novembre 1999. Sept candidats briguent le fauteuil présidentiel dans un scrutin très ouvert. Cette élection permet à Mamadou Tandja de devenir président du Niger en décembre 1999.